# Argyrodes abscissus
Argyrodes abscissus är en spindelart som beskrevs av O. Pickard-Cambridge 1880. Argyrodes abscissus ingår i släktet Argyrodes och familjen klotspindlar.
Artens utbredningsområde är Madagaskar. Inga underarter finns listade i Catalogue of Life.